# 勞務師盧武鎮
《劳务士卢武镇》（：／）是韩国MBC自2025年5月30日至6月28日間播出的金土连续剧，本剧是电影《举报者》、《小森林》的林顺礼导演首部执导的电视剧，由《D.P：逃兵追緝令》的金普通编剧和电影《我的愛我的新娘》、《緣來大飯店》的刘胜熙编剧共同创作剧本，鄭敬淏、薛仁雅与車學沇主演。
線上OTT平臺台灣由friDay影音自2025年5月31日起獨家跟播。
海外部分線上OTT平臺由Netflix、Viu自2025年5月30日起每週五六同步更新。

## 剧情概要
该剧讲述能看见鬼魂的劳务律师在解决劳动问题时四处碰壁、历经波折的奇幻闹剧。

## 演员阵容

### 主要人物
- 鄭敬淏 饰演 卢武镇

能看见鬼魂的劳务律师，他是一个既没有历史意识也没有社会意识，只为谋生的律师。为了赚取办公室房租，他在劳动现场四处游荡，在鬼门关走了一遭活过来之后，迫不得已开始解决鬼魂们委托的劳动问题并在这个过程中逐渐成长。
- 薛仁雅 饰演 罗熙珠

把卢武镇玩弄于股掌之间的小姨子，也是将濒临倒闭的卢武镇律师事务所盘活的智囊。她虽然没有明确的职业，但在赚钱的事儿上头脑转得像鬼一样快，是个拥有出色判断力和强大战斗力的人物。
- 車學沇 饰演 高坚宇

记者出身的影像创作者，兼具俊朗外表、机灵性格和让人捉摸不透的奇特幽默。他急于制作能提高“点击率”而非有“意义”的影片，但同时也有着会被鬼魂们的故事所打动的纯真一面。
- 陳俊翔 饰演 菩薩，与卢武镇签订以性命作为担保的不正当合同的可疑青年。[11]
- 柳善皓 饰演 許允宰，卢武镇经常光顾的便利店兼职生。[12]

### 其他人物
- 全國香 飾演 梁恩子，武鎮的母親。
- 崔洪日 飾演 盧澤龍，武鎮的父親。
- 朴秀吾 飾演 李民旭，在泰協鋼鐵工廠實習期間因機械事故喪生的高中生。[13]
- 延濟旭 飾演 李在晟，泰協鋼鐵理事，也是社長的兒子。
- 阿努帕姆·特里帕蒂 飾演 尼莫，泰協鋼鐵外籍工人，李民旭的室友。
- 黃寶凜星 飾演 趙恩英，喬仁醫院新晉護士，對前輩李瑞貞的敏感態度感到身心俱疲，承受著巨大的壓力。[14]
- 玉子妍 飾演 李瑞貞，喬仁醫院資深護士，因去年流產而變得敏感，目前正在備孕。[14]
- 申柱協 飾演 朴賢宇，喬仁醫院住院醫師，因誤診導致病患命危，並把責任推給恩英。[14]
- 康愛心 飾演 英淑，韓國大學清潔員，在家中心臟麻痺過世。[13]
- 安內相 飾演 吳長根，韓國大學清潔員，接受盧武鎮的建議組成清潔員工會並擔任委員長。
- 金仁宇 飾演 宥燦，許允宰的外甥。[15]
- 林哲亨（朝鲜语：임철형） 飾演 崔情好，富國倉庫火災的責任人。[16]

### 特别出演
- 景收真 飾演 羅美珠，盧武鎮的妻子。從法學院開始，和武鎮成為校園情侶，進而結為連理。
- 金大明 飾演 正民，盧武鎮的前同事，引誘他辭職，將退職金投資虛擬貨幣。
- 金康鉉 飾演 哲勇，盧武鎮的前上司，建議他考取勞務師資格證。
- 鄭順元 飾演 盧武鎮的前同事，建議他貸款成立事務所。
- 姜惠元 飾演 李汝珍，堅宇的前同事，社會部記者。
- 曹恩智 飾演 服裝店社長
- 李美度 飾演 巫女
- 宋英奎 飾演 神父
- 陳善奎 飾演 盧宇鎮，武鎮的哥哥，是一位勤奮的建築工人。[17]
- 朴元相 飾演 韓國大學行政室長，負責清潔員的管理與測驗。[14]
- 崔武成 飾演 金明安，富國倉庫的母公司明音建設代表。[18]
- 文素利 飾演 文靜恩，一位依靠政治獻金不斷壯大勢力的國會議員。[19]

## 分集
| 集數 | 標題                                                                                                   | 導演              | 編劇              | 首播日期      | 片長   | 南韓收視人數 （百萬） |
| ---- | --- | ----------------- | ----------------- | ------------- | ------ | --------------------- |
| 1    | 仔細想想，不覺得和蝙蝠俠很像嗎。社會肯定需要他。 따지고 보면 배트맨이랑 비슷한 거지. 사회에 꼭 필요한. | 林順禮            | - 金普通 - 劉勝熙 | 2025年5月30日 | 65分鐘 | 0.806                 |
| 2    | 世界最初。唯一能看見鬼神的勞務師。 세계 최초. 유일의 귀신 보는 노무사.                                 | 林順禮            | - 金普通 - 劉勝熙 | 2025年5月31日 | 64分鐘 | 0.580                 |
| 3    | 我們的契約不是結束了嗎？ 우리 계약 끝난 거 아니었어?                                                   | 林順禮            | - 金普通 - 劉勝熙 | 2025年6月6日  | 66分鐘 | 0.771                 |
| 4    | 這有可能成為決定性線索。 결정적인 단서가 될 수 있어.                                                   | 林順禮            | - 金普通 - 劉勝熙 | 2025年6月7日  | 64分鐘 | 0.586                 |
| 5    | 這明顯是霸凌！ 이건 명백한 갑질입니다!                                                                 | - 林順禮 - 李翰俊 | - 金普通 - 劉勝熙 | 2025年6月13日 | 65分鐘 | 1.001                 |
| 6    | 加害者不是我們是學校。 가해자는 우리가 아니라 학교지.                                                  | - 林順禮 - 李翰俊 | - 金普通 - 劉勝熙 | 2025年6月14日 | 66分鐘 | 0.866                 |
| 7    | 現在有點想休息了。 이제 좀 쉬고 싶어요.                                                                | - 林順禮 - 李翰俊 | - 金普通 - 劉勝熙 | 2025年6月20日 | 66分鐘 | 1.068                 |
| 8    | 富國倉庫另外有個實際所有人。 부국창고의 실소유주가 따로 있답니다.                                      | - 林順禮 - 李翰俊 | - 金普通 - 劉勝熙 | 2025年6月21日 | 63分鐘 | 0.831                 |
| 9    | 最後的方法是什麼？ 마지막 방법이란 게 뭐야?                                                            | - 林順禮 - 李翰俊 | - 金普通 - 劉勝熙 | 2025年6月27日 | 69分鐘 | 0.953                 |
| 10   | 因為不實工事而崩塌。 부실공사로 인한 붕괴입니다.                                                       | - 林順禮 - 李翰俊 | - 金普通 - 劉勝熙 | 2025年6月28日 | 70分鐘 | 0.832                 |

## 收視率
《勞務師盧武鎮》於2025年5月30日在韓國地上波MBC開播，首集取得4.1%、分段收視最高達7.1%，高於前兩檔《芭妮與哥哥們》、《孟教練的惡評者》的收視率，但低於同時段播映、同屬地上波的SBS金土劇《鬼宮》。第4集創下自身最低收視2.8%，連續2週收視下跌。第7集創下自身最高收視5.6%，瞬間收視最高達6.1%，連續2周收視上漲。最終第10集取得4.2%、瞬間收視最高達5.6%。
與其他同期播映的週末劇相比，本劇收視除了低於《鬼宮》外，也低於同屬地上波的KBS 2TV週末劇《拜託老鷹5兄弟！》，和綜合編成頻道的JTBC土日劇《健將聯盟》，以及有線電視的tvN土日劇《未知的首爾》；但高於接檔《鬼宮》的《我們的電影》，並終結自《我們，家》以來，連續9部MBC金土劇收視低於SBS金土劇的窘境。
| 季數 | 季數 | 每季集數 | 每季集數 | 每季集數 | 每季集數 | 每季集數 | 每季集數 | 每季集數 | 每季集數 | 每季集數 | 每季集數 |
| 季數 | 季數 | 1        | 2        | 3        | 4        | 5        | 6        | 7        | 8        | 9        | 10       |
| ---- | ---- | -------- | -------- | -------- | -------- | -------- | -------- | -------- | -------- | -------- | -------- |
|      | 1    | 806      | 580      | 771      | 586      | 1001     | 866      | 1068     | 831      | 953      | 832      |

| 集數 | 標題                                             | 播出日期      | 尼爾森全國收視率 | 尼爾森全國收視率 | 尼爾森首都圈收視率 | 尼爾森首都圈收視率 |
| 集數 | 標題                                             | 播出日期      | 家庭戶比例       | 人數（百萬）     | 家庭戶比例         | 人數（百萬）       |
| ---- | ------------------------------------------------ | ------------- | ---------------- | ---------------- | ------------------ | ------------------ |
| 1    | 仔細想想，不覺得和蝙蝠俠很像嗎。社會肯定需要他。 | 2025年5月30日 | 4.1%             | 0.806            | 4.5%               | 0.526              |
| 2    | 世界最初。唯一能看見鬼神的勞務師。               | 2025年5月31日 | 3.2%             | 0.580            | 3.3%               | 0.380              |
| 3    | 我們的契約不是結束了嗎？                         | 2025年6月6日  | 3.9%             | 0.771            | 4.3%               | 0.559              |
| 4    | 這有可能成為決定性線索。                         | 2025年6月7日  | 2.8%             | 0.586            | 3.2%               | 0.405              |
| 5    | 這明顯是霸凌！                                   | 2025年6月13日 | 5.1%             | 1.001            | 5.0%               | 0.620              |
| 6    | 加害者不是我們是學校。                           | 2025年6月14日 | 4.6%             | 0.866            | 4.5%               | 0.552              |
| 7    | 現在有點想休息了。                               | 2025年6月20日 | 5.6%             | 1.068            | 5.4%               | 0.640              |
| 8    | 富國倉庫另外有個實際所有人。                     | 2025年6月21日 | 3.7%             | 0.831            | 3.7%               | 0.500              |
| 9    | 最後的方法是什麼？                               | 2025年6月27日 | 5.1%             | 0.953            | 4.5%               | 0.543              |
| 10   | 因為不實工事而崩塌。                             | 2025年6月28日 | 4.2%             | 0.832            | 3.9%               | 0.492              |
| 特輯 |                                                  |               |                  |                  |                    |                    |
| 1    | 搶先看                                           | 2025年5月15日 | 0.8%             | —                | —                  | —                  |